# Antennulosignum elegans
Antennulosignum elegans là một loài chân đều trong họ Paramunnidae. Loài này được Nordenstam miêu tả khoa học năm 1933.